# Dəmirçidam
Dəmirçidam (eingedeutscht Dämirtschidam) ist ein Dorf im Rayon Kəlbəcər im Westen von Aserbaidschan.

## Geographische Lage und Geschichte
Das Dorf liegt ca. 28. Kilometer nördlich der Provinzhauptstadt Kəlbəcər. Es wurde zu Beginn des 19. Jahrhunderts von Auswanderern aus der Region Gədəbəy gegründet. 
Gemäß den statistischen Angaben der Aserbaidschanischen SSR aus dem Jahr 1933 lebten in Dəmirçidam etwas mehr als 250 Menschen, die ausschließlich aus Aserbaidschanern bestanden. Bis 1993 waren die Dorfbewohner mit der Viehzucht, Imkerei und dem Tabakanbau beschäftigt. Zur Infrastruktur gehörten eine weiterführende Schule, ein Kindergarten, ein Klub, eine Bibliothek, ein Kulturhaus und eine medizinische Station.
Im Zuge des Ersten Bergkarabachkrieges (1992–1994) wurde Dəmirçidam Ende März 1993 von armenischen Truppen besetzt. Während der Besatzungszeit wurde die Ortschaft komplett zerstört. Dem trilateralen Übereinkommen zwischen Russland, Armenien und Aserbaidschan vom 10. November 2020 erfolgte die Rückgabe der gesamten Provinz Kəlbəcər an Aserbaidschan, darunter Dəmirçidam. Vom Dorf sind heutzutage nur Ruinen übriggeblieben.